# Sugitania maculifera
Sugitania maculifera là một loài bướm đêm trong họ Noctuidae.